# Alstroemeria viridiflora
Alstroemeria viridiflora är en alströmeriaväxtart som beskrevs av Johannes Eugen ius Bülow Warming. Alstroemeria viridiflora ingår i släktet alströmerior, och familjen alströmeriaväxter. Inga underarter finns listade i Catalogue of Life.